# Josep Maria Martí Torres
Josep Maria Martí Torres (Mataró, 27 de gener de 1922 - ?, 11 de febrer de 1997) fou un futbolista català de la dècada de 1940.

## Trajectòria
Començà a jugar a futbol a l'Iluro SC de la seva ciutat natal, i al seu continuador, el CE Mataró. L'any 1941 fitxà pel Granada CF, club on jugà durant cinc temporades, dues d'elles a primera divisió, amb 27 partits jugats en aquesta categoria.
L'any 1946 ingressà al RCD Espanyol, on jugà durant dues temporades de suplent de Josep Trias. Decidí marxar novament, aquest cop al Reial Múrcia CF, club on romangué durant cinc noves temporades, una d'elles a Primera. Acabà la seva carrera als clubs CF Gandia, Real Jaén CF i CF Badalona.